# 矢代村
矢代村（やしろむら）は、かつて新潟県中頸城郡にあった村。

## 沿革
- 1889年（明治22年）4月1日 - 町村制施行に伴い中頸城郡西菅沼村、西野谷村、西野谷新田、窪松原村、両善寺村、志村、東志村、三本木新田村、上中村、西福田新田村、岡沢村が合併し、矢代村が発足。
- 1954年（昭和29年）11月1日 - 中頸城郡新井町、斐太村、鳥坂村、水上村、泉村、上郷村、平丸村、和田村（一部）と合併し、市制施行して新井市となり消滅。